# Intelligente Straße
Eine intelligente Straße bzw. Smart Street, Smart Highway oder Smart Road ist eine Straße, die über elektrotechnische Möglichkeiten verfügt, die über das bloße Befahren hinausgehen. Neben technologischen Vorteilen ist der Umweltschutz und die Nutzung erneuerbarer Energien ein wichtiger Bestandteil der Technologie. Sie ist Teil der intelligenten Verkehrssysteme.

## Aspekte

### Induktionsstraße und induktives Laden

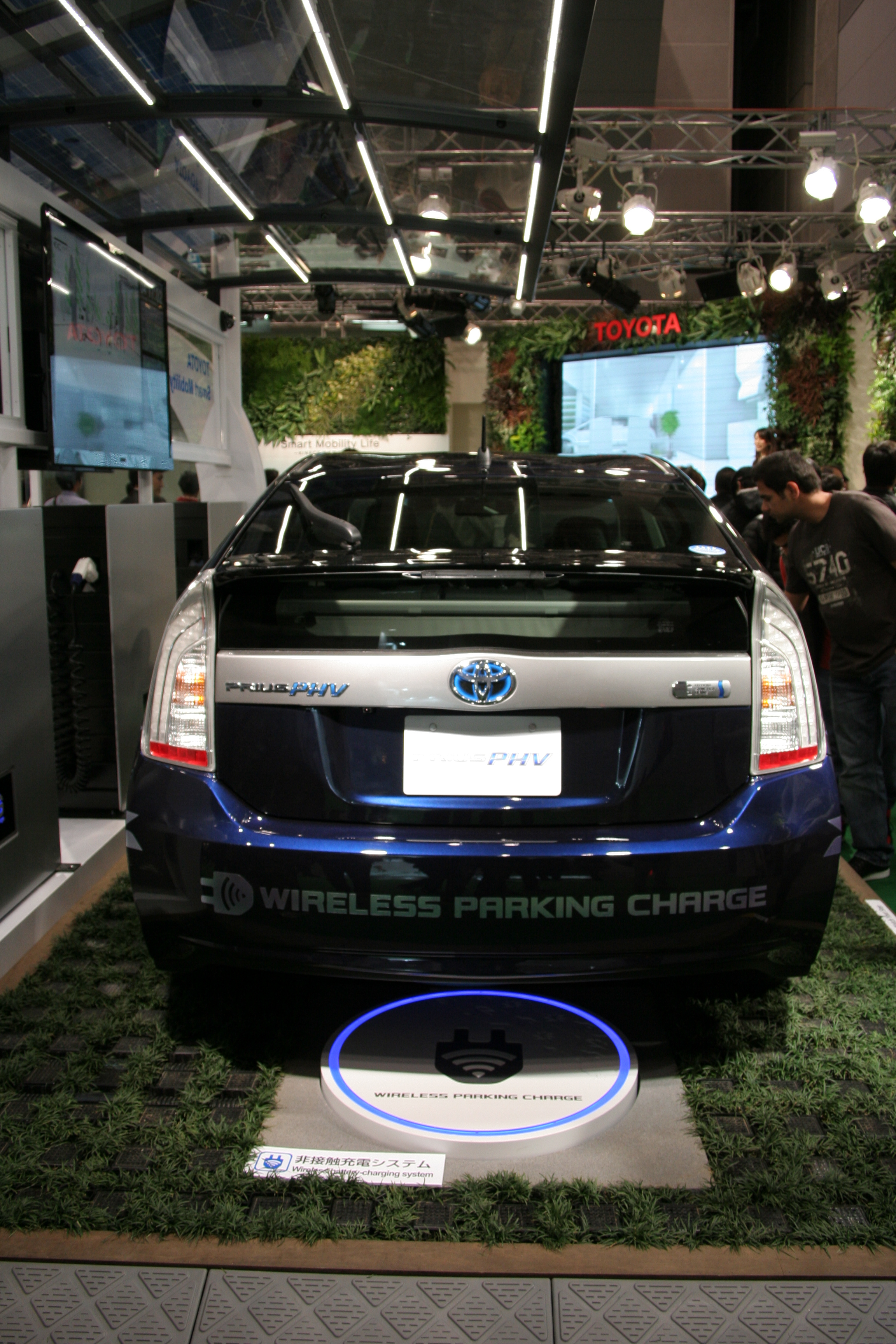
Prototyp eines induktiven Ladesystems für PKW

Eine Induktionsstraße bzw. E-Highway ist ein technisches Konzept, bei welchem Elektrofahrzeuge durch Elektromagnetische-Induktions-Streifen auf der Straße aufgeladen werden (Drahtlose Energieübertragung). Dadurch sollen Elektroautos und andere Fahrzeuge während der Fahrt aufgeladen werden und dadurch weitere Strecken zurücklegen können. Neben Straßen wird das Konzept auch in Gebäuden und Einrichtungen wie Parkhäusern eingesetzt.

#### Funktionsweise
Im Unterboden des Fahrzeugs befindet sich eine erste und auf der Oberfläche der Straße eine zweite Spule. Fährt nun das Fahrzeug über die Straßenspule, wird die elektrische Energie kontaktlos über ein Magnetfeld (Induktionsspannung) übertragen und zum Aufladen der Autobatterie genutzt. Die Spulen sollten allerdings nicht zu weit voneinander entfernt sein. Erkennt der Sensor Störfaktoren, wird der Ladevorgang abgebrochen.

#### Geschichte
Die elektromagnetische Induktion wurde 1831 von Michael Faraday bei dem Bemühen entdeckt, die Funktionsweise eines Elektromagneten („Strom erzeugt Magnetfeld“) umzukehren („Magnetfeld erzeugt Strom“) und durch Nikola Tesla weiter erforscht und angewendet.
Schon das Ladesystem Magne Charge, genormt in der amerikanischen Norm SAE J1773, nutzte in den 1990er-Jahren diese Technologie, auch wenn dort die Primärspule als eine Art Stecker in einen Ladeschlitz am Auto geschoben werden musste. Durch das Einschieben wurden die beiden Spulen optimal positioniert und durch den geringen Abstand die Induktionsverluste minimiert. Fahrzeuge mit diesem Ladestandard sind unter anderem die Elektroautos General Motors EV1 (1996), Chevrolet S-10 EV (1997) und Toyota RAV4 EV (1997) der ersten Generation. Das Laden mit 6,6 kW ist am weitesten verbreitet (Level 2). Für Level 3 mit bis zu 50 kW existierten Demonstratoren.
Automatisches Laden wurde bereits beim Schienenverkehr und der Straßenbahn eingesetzt. Mit dem Anfang des 21. Jahrhunderts wurden auch drahtlose Übertragungssysteme für Lager- und Bahnfahrtsysteme eingeführt, allerdings ist hier die Geschwindigkeit deutlich niedriger als bei Autos. Im öffentlichen Straßenverkehr wurden seit 2002 in den italienischen Städten Genua und Turin Erfahrungen mit Anlagen für Busse gesammelt, die an Haltestellen ihre Akkus induktiv nachladen können. Auch in Deutschland werden Batteriebusse mit diesem Ladesystem erprobt, beispielsweise in Braunschweig und Berlin. In Berlin werden dabei Ladeleistungen von bis zu 200 kW erzielt. Die deutschen PKW-Hersteller arbeiten ebenfalls an induktiven Lademöglichkeiten, um ein Laden ohne Stecker anbieten zu können. Im industriellen Bereich ist die induktive Energieübertragung beispielsweise für fahrerlose Transportfahrzeuge während der Fahrt bereits seit vielen Jahren kommerziell verfügbar. Die Fraunhofer-Gesellschaft hat 2015 Tests mit bis zu Tempo 30 km/h durchgeführt.
2017 entwickelte Renault mit Qualcomm und Vedecom ein erstes Modell mit bis zu 20 kW bei 100 km/h, was fast der Leistung einer Ladesäule entspricht. 2018 sollen die ersten Modelle von unter anderem BMW und Audi, die diese Technologie unterstützen, auf den Markt kommen.

#### Vor- und Nachteile
Gegner von Elektrofahrzeugen argumentieren oft, dass es nicht genügend Möglichkeiten gibt, ihr Fahrzeug während einer Fahrt aufzuladen und damit die Reichweite eingeschränkt wird. Durch den Bau von solchen Straßen könnte die Reichweite erheblich gesteigert werden und ein manuelles Aufladen wäre kaum noch erforderlich. Das wiederum würde die Kosten der Elektro-Mobilität im Rahmen halten. Daher glauben viele Autobauer und Zulieferer, dass der Einsatz der Elektromobilität zum Durchbruch verhelfen kann. Deswegen setzten sich auch viele Forschungsinstitute, Technologieunternehmen und Start-ups für diese Technologie ein.
Das schrittweise Aufladen soll zudem besser für den Akku sein. Zudem kann der Akku beim Warten und Aussteigen (z. B. auf einen speziellen Parkplatz) aufgeladen werden. Allerdings erweist sich die Anschaffung als teuer und es müssen Umbauarbeiten unternommen werden. Zudem würden Lade-Tankstellen überflüssig werden.

### Solarstraße und Energieerzeugung

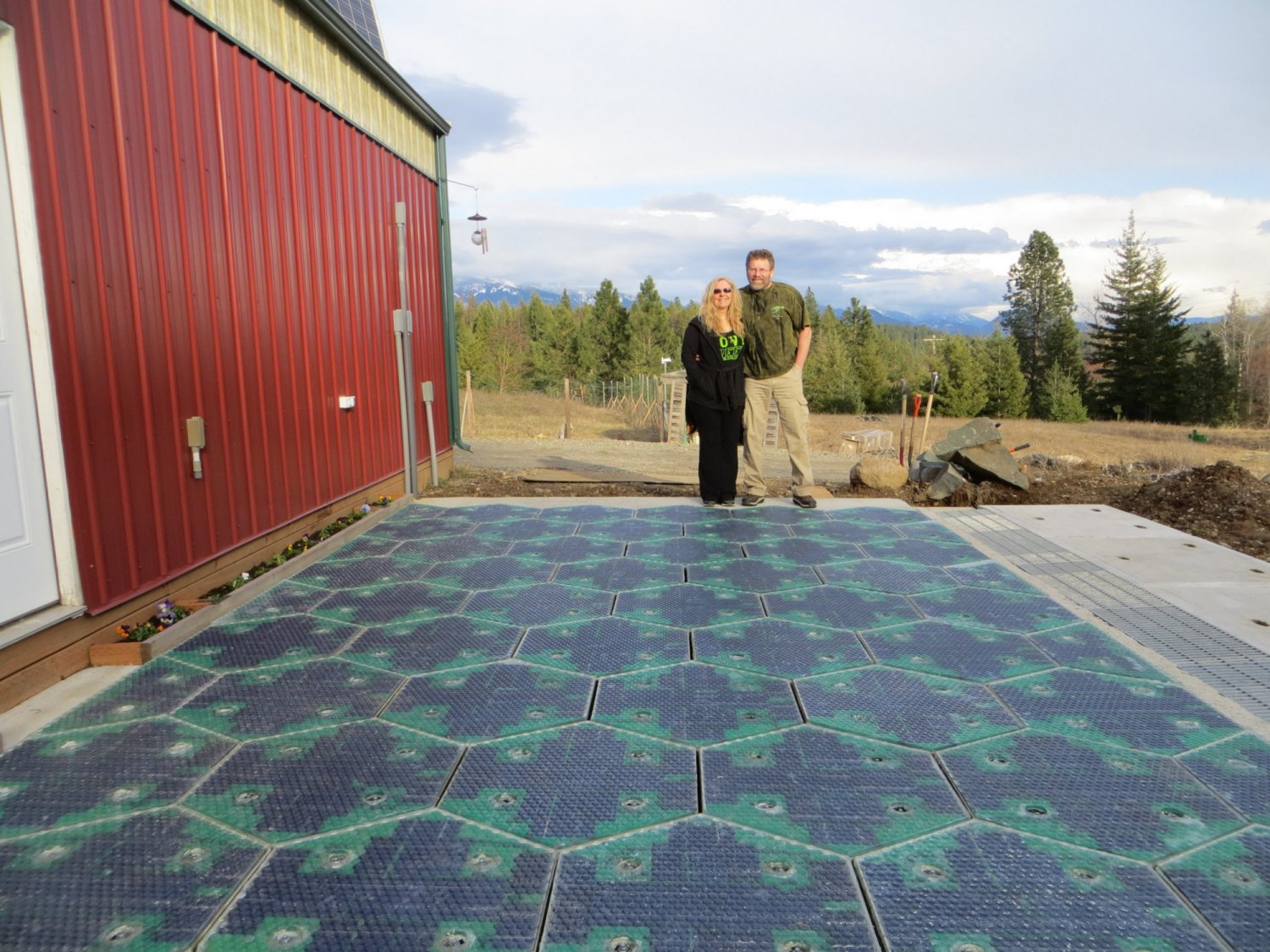
Prototyp von Solar Roadway

Eine Möglichkeit zur Erzeugung von Strom ist der Bau von Solarstraßen. Überschüssige Energie kann ebenfalls ins Stromnetz verteilt werden. So würde die Straße auch zur Energieerzeugung genutzt und nimmt im Gegensatz zu riesigen Photovoltaikanlagen kaum neue Fläche weg. Die Solarzellen werden durch eine spezielle Glasschicht geschützt.
Eine Problematik ist, dass Solarmodule nicht hinreichend Energie liefern wie andere Technologien und die Anschaffungskosten relativ hoch sind. In Deutschland und anderen Ländern erweist sich die Sonneneinstrahlung als nicht so attraktiv. Nach Donald Müller-Judex würde das Straßennetz in Deutschland ohne die Autobahn für die Versorgung von 20 Millionen Elektroautos reichen.
Eine weitere Möglichkeit ist die Nutzung des erwärmten Asphalts zur Energieerzeugung. Hierbei wird durch die Abkühlung der Straße mit einem Kühlmittel Strom erzeugt und die Straße gleichzeitig abgekühlt.

#### Geschichte
Ende 2014 wurde auf der Crowdfunding-Plattform Indiegogo das Projekt Solar Roadways gestartet, bei dem über zwei Milliarden US-Dollar eingenommen wurden. Bisher ist das Projekt jedoch nur auf ein kleines Stück für Fußgänger im US-Staat Idaho beschränkt. Im selben Jahr wurde der erste Solar-Radweg in den Niederlanden eröffnet.
2016 wurde die erste befahrbare Solarstraße der Welt in der Normandie in Frankreich gebaut. Sie ist einen Kilometer lang, liegt im Dorf Touruvre-au-Perche und besteht aus 2800 Quadratmetern Solarmodulen. Le Monde wertete sie im Juli 2019 als energetischen und wirtschaftlichen Reinfall.
Ende 2017 wurde der zwei Kilometer lange Solar-Testabschnitt des Jinan City Ring Expressways fertiggestellt, was ihn bisher zum längsten Solarweg macht. Eine 160 Meter lange Teststrecke war in China bereits im September fertiggestellt worden.
Im November 2018 wurde der erste deutsche Solar-Radweg in Erftstadt eröffnet. Finanziert wurde die Versuchsstrecke von 90 m Länge zum Großteil von der Nationalen Klimaschutzinitiative. Bereits im März des Folgejahres erwiesen sich jedoch die elektrischen Verbindungen zwischen den Einzelmodulen als den Betriebsbedingungen nicht gewachsen, insbesondere nicht der Nässe, die sich zwangsläufig am Boden sammelt. Zusammen mit dem schwachen Energieertrag und weiteren Probleme führte dies zur faktischen Aufgabe des Projekts im Herbst 2019.

### Beleuchtung und Sensorik
Durch Drucksensoren ließen sich bestimmte Einwirkungen auf die Straße (durch wildlaufende Tiere oder andere Hindernisse) erkennen. Weiterhin ließen sich Geschwindigkeit, Gewicht, Verkehrsdichte, Fahrzeugabstände, die Richtung eines Fahrzeugs und weitere Parameter der Fahrzeuge und des Verkehrs bestimmen sowie Straßenveränderungen durch Sensoren ermitteln. Diese Daten können zum Beispiel für die Stauverlagerung oder Unfallerkennung eingesetzt werden. Eine weitere Anwendung ist die Installation von Bewegungssensoren, die erkennen wann die Straßenbeleuchtung eingestellt werden muss und damit Energie einsparen.

### Beheizung

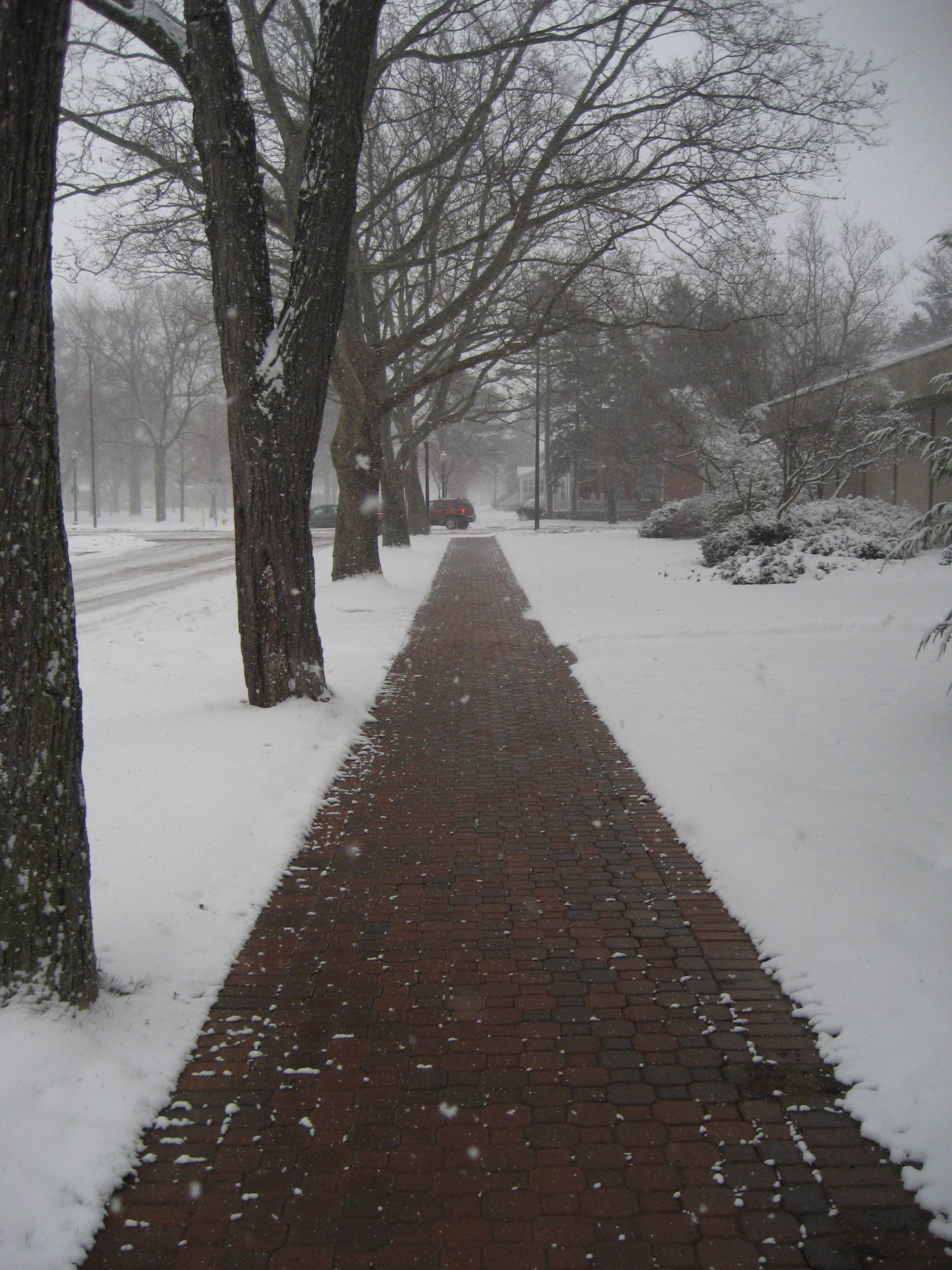
Beheizter Gehweg im Winter in Holland, Michigan/USA

Durch eine beheizte Straße kann die Unfallgefahr durch Schnee und Glätte im Winter reduziert werden. Gegenüber Streusalz wird die Umwelt dadurch weniger geschädigt. Eis und Schnee bleiben ab einer Temperatur von 0 Grad gar nicht erst liegen.

### Unterirdische Kanäle
Unterirdische Kanäle in der Straße können für Stromleitungen oder Internetleitungen sowie das Umleiten und Filtern von Schmelzwasser und Regenwasser verwendet werden.

### Autonomes Fahren und Assistenzsysteme
Straßen sollen Signale empfangen und senden, mit denen sich selbstfahrende Kraftfahrzeuge und Fahrerassistenzsysteme orientieren können und so den Verkehrsfluss besser organisieren können (Internet der Dinge). So könnten sich die Fahrzeuge zum Beispiel besser auf Geschwindigkeitsbegrenzungen und Ampeln anpassen.

### Intelligente Baustoffe
Straßen sind oft starken Belastungen von Autos ausgesetzt. So hat sich der Güterverkehr in den letzten 30 Jahren verdreifacht, was zu Rissen und anderen Verschleißerscheinungen auf der Straße führt. Zudem sorgt der Klimawandel für extremere Temperaturen und damit mehr Einwirken von Kälte und Wärme.
Verbesserte Straßenbelage („Intelligente Baustoffe“) sollen daher besser mit diesen Einwirkungen zurechtkommen. Moderne Asphalte sollen unter anderem Lärm schlucken, durch hellere Farben für eine bessere Sicht sorgen und Abgase aus der Luft filtern. Dies soll zum Beispiel durch die schadstoffreinigende Oberflächen-Veredelung „Photoment“ gewährleistet werden.
Die aktuelle Forschung befasst sich mit Möglichkeiten zur Selbstreparatur und -Wartung von Straßen, zum Beispiel durch das Füllen von kleinsten Hohlräumen durch Reserve-Kapseln, die auf schwere Einwirkungen oder Wasser reagieren. Dort sind Bakterien enthalten, die sich ernähren müssen und dafür Materialien umsetzen, die dem Beton verhelfen Risse zu verkleben.

### Schadstoff-Filter

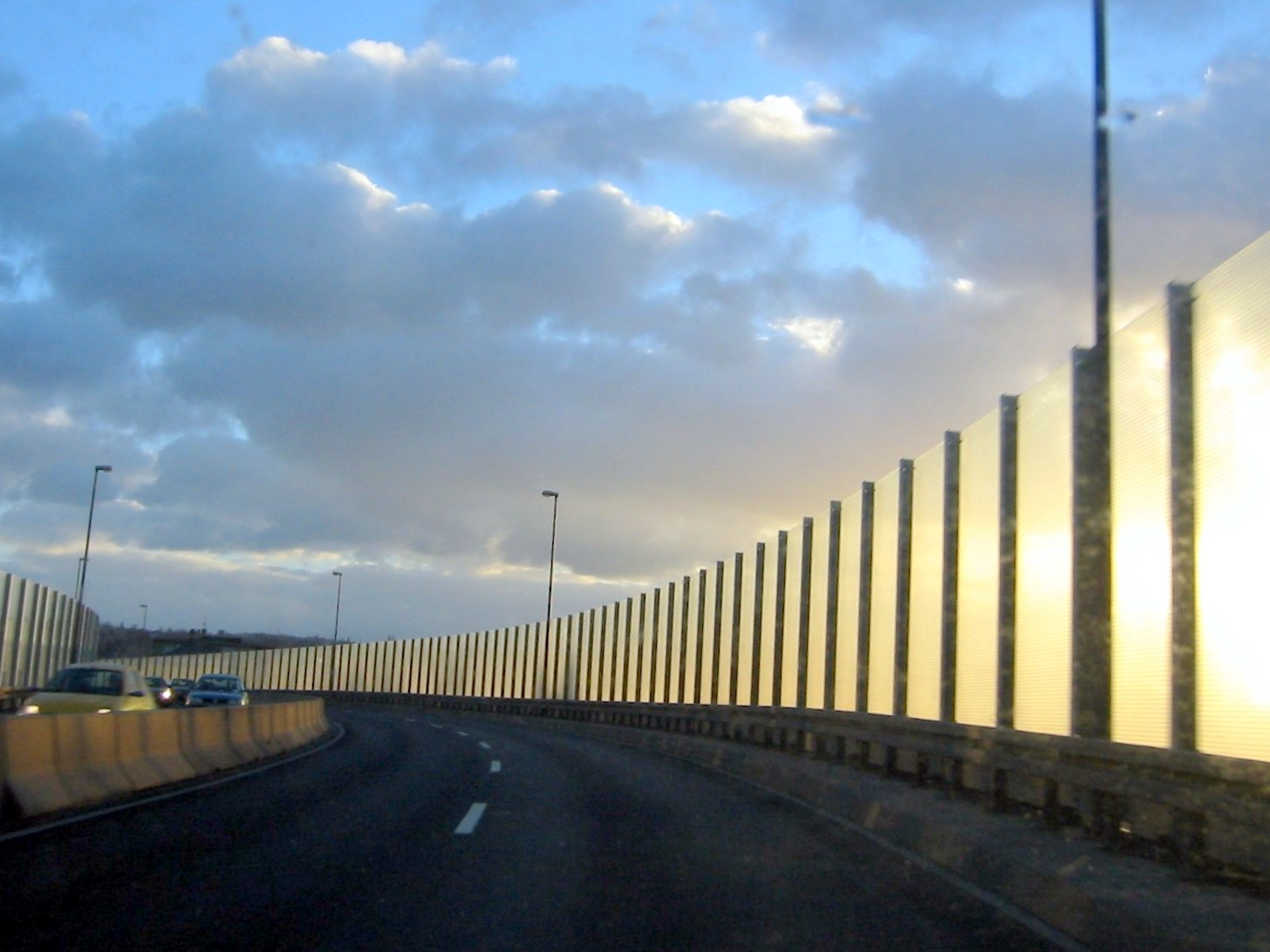
Lärmschutzwände müssen nicht nur Lärm reduzieren.

Lärmschutzwände können eingesetzt werden um Schadstoffe wie Titanoxid zu neutralisieren. So sorgt die Bestrahlung der Sonne für einen Katalysator für Stickoxide. Eine drei Meter hohe und einen Kilometer lange Wand könnte die Schadstoffe von beinahe 150.000 Dieselautos pro Jahr neutralisieren.

### Intelligente Ampel
Intelligente Ampeln verfügen über eine intelligente Ampelschaltung, die Verkehrsdaten, wie die Zahl und Geschwindigkeit der Autos zu bestimmten Tageszeiten sammelt und daraus automatisch Grünphasen mit Hilfe einer Künstlichen Intelligenz berechnet und schaltet. Sie stellen damit eine Erweiterung zu der Grünen Welle dar.
Durch intelligente Ampeln soll ein Stop-and-Go vermiedenen werden, was für höhere CO2-Emission und Schadstoffbelastung und damit auch Sprit-Verbrauch sorgt. Außerdem soll der Verkehr so flüssiger und koordinierter ablaufen. Informationen über den Straßenzustand und Staus könnten leichter erfasst werden und z. B. per App mitgeteilt werden.
Getestet werden intelligente Ampeln in Deutschland unter anderem in Hagen, Wuppertal, Stuttgart und Aachen. In Österreich werden intelligente Ampelsysteme z. B. in Wien getestet. Intelligente Ampeln sollen langfristig Druckknopf-Ampeln ersetzen. In der Schweiz wurde das System bereits 2007 in Zürich getestet.

## Rechtliche Lage
Der Einsatz von intelligenten Verkehrssystemen im Straßenverkehr wird in Deutschland rechtlich im Intelligente Verkehrssysteme Gesetz (IVSG) geregelt. Es enthält auch Vorschriften über Datenschutz und Genehmigungen.